# Os (település)

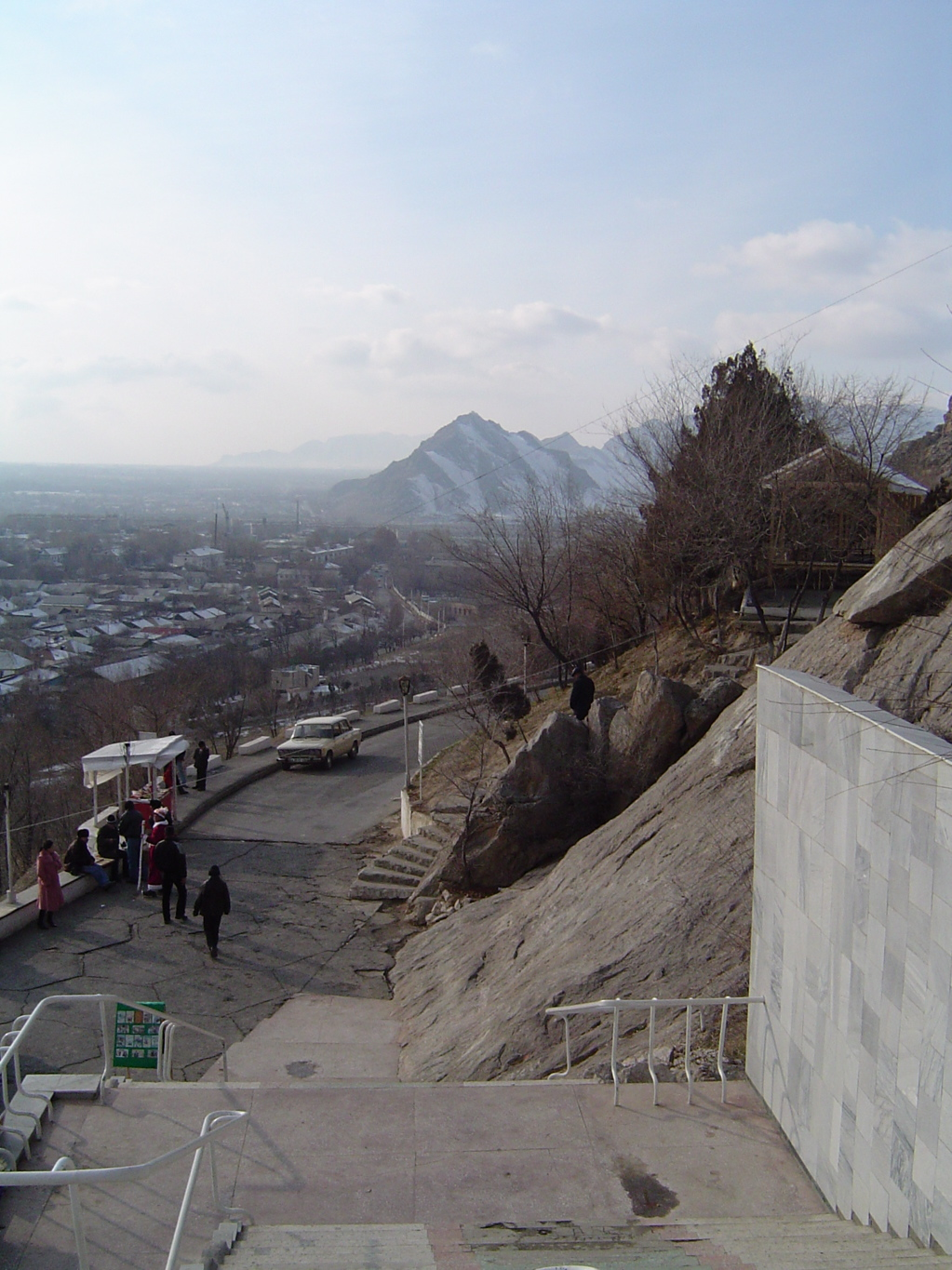
Os látképe a Szulajman-hegyről

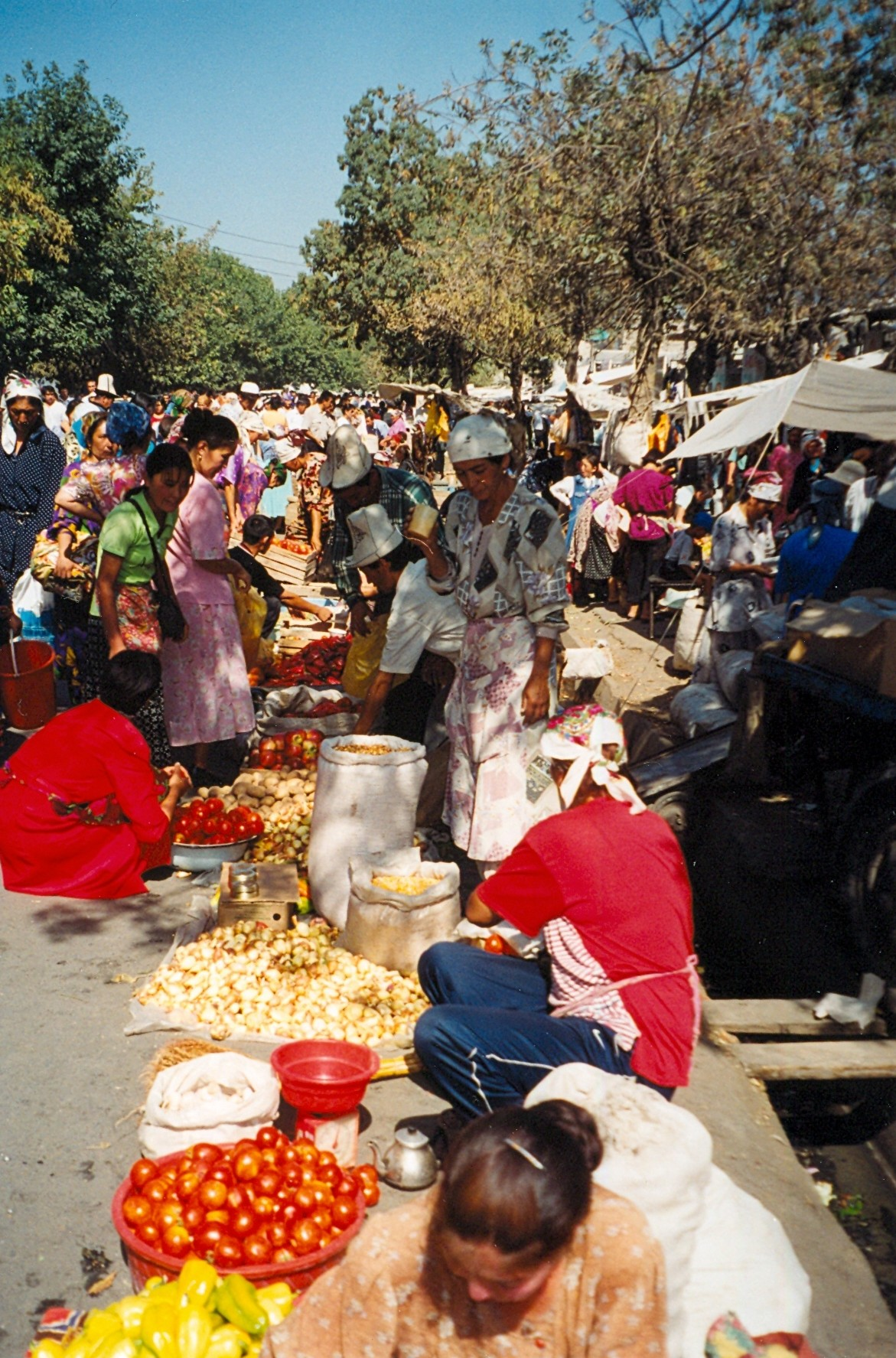
Vasárnapi bazár

Os (kirgizül: Ош) Kirgizisztán második legnagyobb városa, az ország déli részében, a Ferganai-medencében helyezkedik el, gyakran "Déli főváros"-nak is nevezik.
1939 óta Os tartomány adminisztratív központja. A város lakossága 2003-ban 200 000 fő volt, etnikailag kirgizek, üzbégek, tádzsikok és oroszok élnek a városban.
Os nyüzsgő város, itt található Közép-Ázsia egyik legnagyobb szabadtéri bazárja is. A város ipari kapacitása, amelyet a Szovjetunió idején hoztak létre, az unió felbomlása után gyakorlatilag elpusztult, és csak lassan indul újra a termelés. Az üzbég határ közelsége, valamint az a tény, hogy a határ sok esetben településeket, közösségeket vág el egymástól, elválasztja Ost az igen fontos agrárhátországtól, megnehezíti a kereskedelmet és az integráns gazdasági fejlődést. Os – és rajta keresztül a déli országrész – napi több légi járattal kapcsolódik Biskekhez, és az ország északi feléhez. a közelmúltban felújított mintegy 650 km-es hegyi szerpentinekkel tarkított autóút megnyitása is tovább fokozta a két országrész közötti kommunikáció fejlődését.
A városban számos emlékmű található, köztük a kirgiz "déli királynő", Kurmandzsan Datka szobra, és természetesen, Közép-Ázsia szinte minden településéhez hasonlóan, itt is van egy hatalmas Lenin-szobor. A Szovjetunió felbomlása után újra megnyílt az orosz ortodox templom, és itt van az ország legnagyobb mecsetje is, közvetlenül a bazár mellett. A 16. század óta működik itt a Rabat Abdul Kán mecset. A város közepén magasodó Szulajman-hegyről gyönyörű kilátás nyílik Osra, de tiszta időben a Fergana-völgyet övező hegyek is gyönyörűen látszanak. A hegyben található barlangban múzeum helyezkedik el, ahol régészeti, geológiai és történelmi ereklyéket őriznek.

## Története
A város Közép-Ázsia egyik legrégebben lakott települése. Os már a 8. században jól ismert volt a selyemút mentén elhelyezkedő selyemgyártási központként.
Bábur, az indiai császárok Mogul Birodalom megalapítója, Timur Lenk leszármazottja a Ferganai-medence egy közeli városában, Andijonban született (ma Üzbegisztán), és innen indult hódító útjaira Észak-India irányába. Egyszer a Szulajman-hegyen tudakolta sorsát, és úgy látta, hogy a Fergana-völgy lekorlátozza életét, tönkreteszi törekvését, hogy híres hódító elődei nyomába léphessen. Így írt a városról:
"Sokan említik Os csodálatosságát. Os erődjének délkeleti oldalán található a szép, arányos Bara-Koh-hegy, amelynek csúcsán Mahmud Kán szultán egy pavilont épített. Ugyanazon hegy ösvényén lejjebb én építtettem egy kis kunyhót, 902-ben (1496-7)"
Az Orosz Birodalom 1876-ban meghódította és bekebelezte a várost, amikor az oroszok leigázták a közép-ázsiai kánságokat az úgy nevezett Nagy Játszma idején – a közép-ázsiai térség fölötti befolyás megszerzésének brit–orosz harca során.
1990-ben, a szovjet hatalom vége előtt nem sokkal, Osban és környékén véres etnikai konfliktusok sora alakult ki a kirgizek és az üzbégek között; az összetűzéseknek több ezer halálos áldozata volt.

## Testvérvárosok
- Törökország - Isztambul,
- Oroszország - Szentpétervár
- Szaúd-Arábia - Dzsidda

## Híres szülöttei
- Jamala, a 2016-os Eurovíziós Dalfesztivál győztese.[3]